# Bild (Theater)
Das Bild ist eine traditionelle Unterteilung von Theaterstücken, neben dem größeren Akt und der kleineren Szene. Es kennzeichnet einen Schauplatz. 
Ein Bild ist ein Abschnitt zwischen zwei Verwandlungen, also Dekorationswechseln, während denen der Vorhang in der Regel geschlossen bleibt. Während eines Bildes ändert sich das Bühnenbild nicht wesentlich. Je nach Häufigkeit der Verwandlungen kann ein Bild manchmal einen Akt und manchmal eine Szene umfassen. In der Regel besteht es aus mehreren Szenen. Bei Einheitsdekorationen umfasst ein Bild die ganze Theateraufführung. 
Bis zum 19. Jahrhundert bestand dieses Bild hauptsächlich aus einem bemalten Bühnenprospekt im Hintergrund, der bloß durch Seilzüge gewechselt werden musste. Als die Dekorationen aufwändiger wurden, etwa mit Bäumen oder Möbeln auf der Bühne (siehe Naturalismus (Theater)), waren Heerscharen von Bühnentechnikern mit dem Bildwechsel beschäftigt. – Heute erspart eine differenzierte Theaterbeleuchtung oft das Umbauen.